# Athifloden

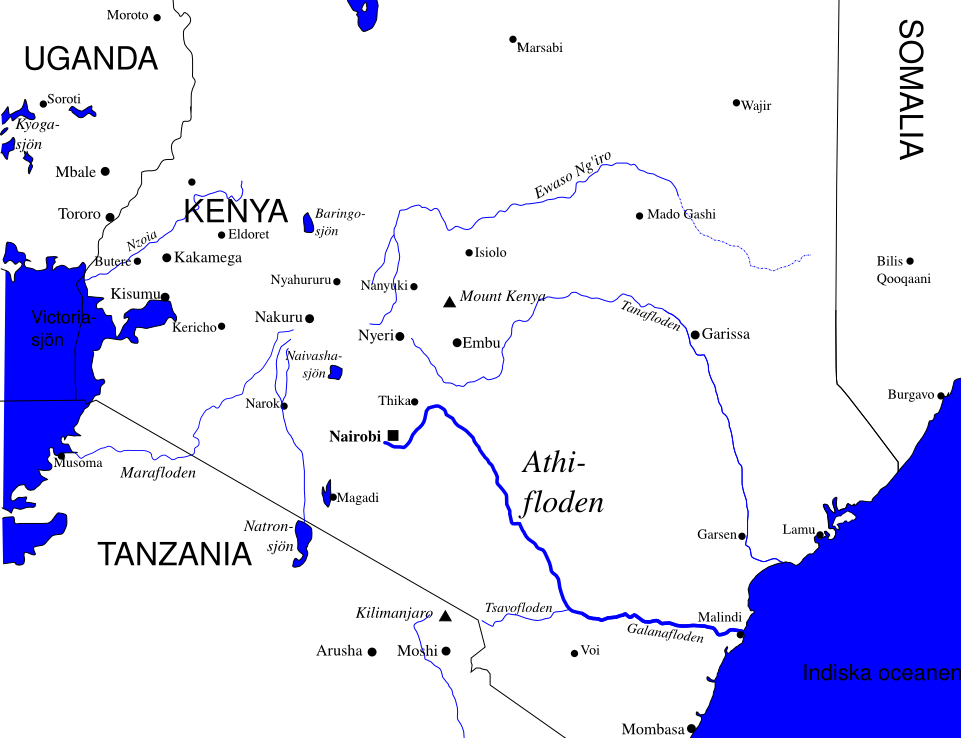
Karta över Athifloden.

Athifloden, eller Athi-Galanafloden efter sina två delar, är Kenyas näst längst flod efter Tanafloden. Athifloden har gett namn åt staden Athi River strax söder om Nairobi.
Athifloden börjar på höglandet söder om Nairobi och rinner 390 kilometer senare ut i Indiska Oceanen. Den passerar på vägen genom Tsavo East nationalpark, där den är rik på krokodiler och flodhästar. Flodens andra hälft kallas Galanafloden eller Sabakifloden. Flodens största biflöde är Tsavofloden. Till de många mindre biflödena hör Nairobifloden.